# 閃亮的日子 (電視劇)
《閃亮的日子》（英語：The Shinning Days）是中國電視公司2009年八點檔連續劇之一，被譽為「光陰的故事2」（又名「光陰二部曲」或「光陰二」）。本劇由白歆惠、戴君竹、Linda、李佳豫、李伯恩、李運慶、梁正群及郝劭文主演，新浪台灣、金牌大風贊助。
該劇於2009年7月14日開拍，2009年12月初殺青，中視無線台已於2009年8月19日台灣時間20時整至22時整首播。

## 故事大綱
|                              | 在光陰的天空下，展開閃亮的日子 |
| ——《閃亮的日子》製作人王偉忠 |                                |

## 播放資料
| 頻道                            | 所在地 | 播放日期及時間                               |
| ------------------------------- | ------ | -------------------------------------------- |
| 中視無線台 （數位頻道同步播出） | 台灣   | 首播：2009年8月19日起每週一至週四20:00~22:00 |
| 中視無線台 （數位頻道同步播出） | 台灣   | 重播：2009年8月20日起每週二至週五00:00~02:00 |
| 中視無線台 （數位頻道同步播出） | 台灣   | 重播：2009年8月20日起每週二至週五13:00~15:00 |

## 演員及角色

### 方家
| 演員                         | 角色   | 人物簡介、關係 |
| 那維勳                       | 方中強 | 方父 民國18年（1929年）次，山東人。跟著中華民國政府遷來台灣，擔任光明街54巷的管區警察。他來台灣後，與周寶琴結婚前住在警察宿舍，與周寶琴結婚後遷居光明街54巷。官階永遠停留在「一毛三」（一線三星），考了十幾年的升等考試，就是考不上「一毛四」，常令寶琴恨鐵不成鋼；自己也搞不清楚，是娶了個老師當老婆，還是娶了個老婆來當老師。對以安完全沒輒，感念寶琴在貧窮的年代跟著他吃苦，對寶琴呵護倍至。 |
| 王 琄                        | 周寶琴 | 方母 民國25年（1936年）次，山東人，富家子女，跟著中華民國政府遷來台灣，擔任學校教師教公民與道德，品章、以安、佩芬、千千皆在寶琴任教的高中就讀。在方中強追緝搶劫犯時，搶劫犯闖入周寶琴服務的學校，周寶琴協助方中強逮捕搶劫犯。周寶琴因而認識方中強，兩人因此結婚。由於小時候過的是有長工與女傭服侍的富家生活，周寶琴不會烹飪，家中三餐都是方中強或廖月霞煮的。極注重家教，罵人不帶髒字，而且無論跟誰講話都像老師跟學生說話。 |
| 李伯恩（小時候由吳浚愷飾演） | 方以平 | 長子 民國52年（1963年）次。陳品章的麻吉，就讀建國中學，後來考上陽明醫學院。是母親眼中的理想兒子，從小就喜歡著向千千，憨厚老實又中肯。曾經和千千有著甜蜜的回憶，卻因為理念不合而分手。 |
| 白歆惠（小時候由鄭詅允飾演） | 方以安 | 長女 民國54年（1965年）次。男孩子氣，又藏不住秘密，氣質和母親的期許有著極大落差。自詡為「女俠」，但其實正義感有餘，而判斷力不足，有勇無謀，往往只會把事情越搞越糟。在校成績不佳又不服管教，勇於挑戰權威，是師長眼中的問題學生，卻是同儕中的活寶及康樂股長。和品章是哥兒們，曾對江鎮宇有好感，但知道鎮宇喜歡佩芬後選擇祝福。對那從小就喜歡自己的哥們品章，始終是無法對他有其他的感情。 隨著佩芬從基隆回來，帶著一個偽男友－天齊，曾經氣憤天齊當佩芬和鎮宇間第三者的以安，在誤會冰釋之後，發現自己已經愛上了這個人。但隨著天齊出海實習，以及佩芬家發生的大事，使以安趕不及至碼頭送天齊一程與接受他的心意；只能拿著那在碼頭撿到，小心翼翼收藏著的項鍊，睹物思人。 匆匆兩年，天齊回來了；氣憤都沒與之聯絡的以安，還有接踵而來的誤會，兩人能有互相坦然說出心中那份對對方最深的思念的一天嗎？ |

### 李家
| 演員                         | 角色            | 人物簡介、關係 |
| 澎 澎                        | 李劉彩妹        | 阿婆 民國10年（1921年）次。客家籍，小時候家裡環境還算可以，唸過幾年書，懂點日語，說話會夾雜著日語和客語，是個像小草般韌性很強的人。嫁人後，娘家家道中落，只能依靠夫家，但先生早過世，本來還能依靠兩個兒子，但長子因車禍忽然過世，么兒又不長進，為躲賭債而失聯。長媳秀英在長子過世後一年就丟下孩子改嫁，阿婆只能帶著四個孫兒從苗栗頭份北上討生活，在54巷開了冰果室。為了生活，會做些遊走法律邊緣的事，比如擺電動玩具也會做些客家小吃在店裡賣。天性樂觀，認為自己有一天一定會轉運，臉上總是笑嘻嘻，吃苦像吃補，總有自己一套另類解決方法，也絕不得罪人，是李家的開心果，口頭禪是「按內嘛好啦！」（「這樣也好啦！」之意），後來兒子回家，因為積欠賭債，將冰果室偷賣給江鎮宇的爸爸，因此氣到住院往生。 |
| 洪都拉斯                     | 李明煌          | 李劉彩妹的兒子，喜歡賭博，常常欠下一屁股債讓李家姊妹擔。 |
| 語潔                         | 黃秀英          | 李母 民國32年（1943年）次，臺灣省籍，街坊口中「不正經」的女人，自私而不自覺。丈夫過世後一年就改嫁，然後回來把獨生子志峰帶走，到日本討生活，但沒人知道她做的是什麼工作。偶爾會寄錢回家，但有一搭沒一搭，日子久了也催眠自己「孩子沒有她；也活得下去；還是替自己找張長期飯票最實際」，但第二段婚姻以離婚收場後，還是回來投靠長女佩芬，和佩芬重新修補母女關係。 |
| 戴君竹（小時候由傅珮慈飾演） | 李佩芬          | 長女 民國54年（1965年）次。9歲那年父親過世，一年後母親改嫁，於是跟著阿婆來到了54巷開了冰果室養活弟妹們，但母親又來把弟弟帶走。善於察言觀色，洞悉人性，善於在眾人沮喪時勵人心，吃苦耐勞，看到賺錢的機會絕不放過，數字能力特強，但有些小氣得好笑。表面看來八面玲瓏，誰也不得罪，其實靈活機智，冷靜理智，是五十四巷女孩們中的智多星，常不動聲色的就幫以安解決麻煩，甚至暗中扳回一城。不向命運低頭，即使日子再苦都會咬著牙保持笑容，認為就算母親不在，她一個人也可以撐起一家，而且做得更好。為了生存能屈能伸，不會給自己和別人找麻煩，高中沒念完就休學，做過各種工作就是要養活一家老小，因背負沈重的家計，自覺配不上鎮宇，始終矛盾著是否該接受鎮宇的愛情，和鎮宇苦戀。                              |
| 陳怡寶（小時候由揚昀儒飾演） | 李佩如          | 次女 民國55年（1966年）次。看不起自家人，而有所自卑，對自己的遭遇常感到不滿，情緒時常不穩定，憤世嫉俗。但是經歷過了一連串的事件過後，漸漸發現身邊的人都是充滿著愛的，尤其是自己的大姊，自己更是在險些被強暴之後，對身旁的姐妹感情越來越好。之後的佩如不但懂事、乖巧，也時常幫著佩芬分擔家計一起去擺地攤。 |
| 王大陸（小時候由黃誠霖飾演） | 小林光輔 (李志峰) | 長子 民國56年（1967年）次。乖巧懂事，是家中唯一的男孩，也是阿婆的心頭寶。8歲那年，被母親帶往日本，此後音訊全無。等到以交換學生身份回來時，已經是個帥氣的日本大學生，各方條件優秀，女孩總是自動「倒貼」，他卻獨鐘長相平凡年紀又比他大兩歲的玉婷。 |
| 林雨宣（小時候由李映萱飾演） | 李佩玲          | 么女 民國57年（1968年）次。3歲時因為生病發燒，母親疏於照顧，導致聽力受損，連帶影響語言學習能力，說的話只有佩芬與江鎮宇聽得懂。個性乖巧、體貼、聽話。 |
| -                            | 家慶            | 光輔和玉婷的兒子 |

### 向家
| 演員                        | 角色   | 人物簡介、關係 |
| 張兆志                      | 向光正   | 向父 民國18年（1929年）次，陝西人。其實本名叫「鄭毅」，當初來台時冒用中華民國國軍軍醫的身分。在中國大陸已結婚成家，獨自跟著中華民國政府遷來台灣，撤退時老婆剛生產，至今老向還沒見過在大陸的兒子。他退伍後，與廖月霞結婚，在光明街54巷開設「向光正診所」，位置就在方家的正對面。他唯一的興趣是去歌廳聽女歌星「小紅」唱歌，尤其喜歡聽她唱國語歌曲〈我有一段情〉，因為那首歌是他離鄉背井的心情寫照。他雖然曾經擔任軍醫，也曾經上過戰場，看過戰場上的無數死屍, 卻是個密醫，不但沒有上過一堂醫術課，也沒有醫師執照，無照行醫多年，最後慘遭一位生病猛吃他開的藥卻無效的病患揭發，因為這位病患最後到大醫院診察。心虛的向光正因害怕事情曝光而一口答應給予大筆的賠償金，引來病患的懷疑猜忌並且養大這個病患的胃口，經調查，在醫師公會沒有註冊的向光正小尾巴被病患逮個正著，進而遭恐嚇新臺幣兩百萬元，雖答應給這兩百萬卻也造成與月霞的家庭風波，並且答應月霞不再繼續當密醫而關閉診所。家中開始日不敷出，意志消沈的向光正不但找不到工作，餐餐開始以酒代水灌下肚。                                                                                               |
| 李佩甄                      | 廖月霞 | 向母 民國26年（1937年）次，臺灣省籍。讀書不多，年輕時就一心想當「醫生娘」（醫生之妻）。原本是向光正的病人，一天到晚就藉機給向光正看病，最後果然「美夢成真」——與向光正結婚。婚後覺得自己命好，所以認為女兒也走這條路準沒錯。她識字不多，容易讀錯字音，例如把「群」誤讀為「君」，不清楚到底哪裡得罪人。尤其喜歡與周寶琴鬥嘴，但總能與周寶琴互相扶持，尤其是在她們同時臨盆當天。方中強不在方家時，她就來方家煮飯。天性善良又可愛,時常說出一些台灣有趣的俗語,煮飯功力一流,在向家經濟狀況低迷的時候,賣起了陝西小吃,涼皮兒等等。平時是個天真可愛的大嗓門兒與直腸子。看待事情有月霞風格,不會鑽牛角尖,非常能伸能縮,時常給人帶來歡笑的感覺,天性樂觀,化悲傷為力量。寵膩千千,認為千千是他與先生的掌上明珠,從不懲處。月霞扮演著有點三八但卻又十分有人情味的角色,在戲中,時常扮演著圓滑的潤滑劑角色,十分討喜。 |
| Linda（小時候由陳詩穎飾演） | 千千   | 獨女 民國54年（1965年）次。從小被父母捧在手心的獨生女，常流露出一種優越感。思維膚淺，不會想太多，喜歡成為眾人目光的焦點，同時懷抱著明星夢。骨子裡像極了母親。知道自己父親在大陸也有個家庭，自己有同父異母的哥哥。向千千長大之後,積極的邁向演藝之路,然而,演藝圈的複雜性質挫敗了千千,讓她不但險些淪落於靠陪大老闆吃飯進而躍升電影女主角的女藝人還失去了自己的初戀。千千潔身自愛而推托飯局,誰知向家老父即千千的父親被揭穿自己是個密醫並且已無醫師執照行醫多年,進而遭揭穿的人勒贖兩百萬元,向家經濟狀況一落千丈,入不敷出。長大懂事的千千為了幫忙家計,不捨看到向媽辛勤於擺小吃攤,父親求職處處碰壁,於是回頭找經紀公司老闆表示願意陪出資電影的大老闆的飯局,誰知此事遭惹來了老闆的鹹豬手,千千一怒之下衝動的推開大老闆並且潑水,此舉令兩個老闆都火冒三丈。千千不但失去電影女主角的角色,千千交往多年的青梅竹馬方以平也恰巧聽到千千去陪飯局一席話,怒而與千千吵架,雙方因生活環境以及不同的壓力漸行漸遠,無奈之下,分手了。千千相當的傷心,但是她的生活中,最重要的事情早已變成負擔家裡的家計,她知道,此時此刻,只有讓自己躍升成電影女主角才能夠再次照亮自己照亮向家。 |

### 陳家、江家、蔡家
| 演員                         | 角色   | 人物簡介、關係 |
| 琇 琴                        | 陳貴美 | 陳母 民國34年（1945年）次，臺灣省籍。18歲時未婚懷孕，對方不願意負責而落跑，不見容於當時社會，只好遠離家鄉一個人生下品章，讓品章從母姓。後來在大富工作的工廠當小會計，工頭大富照顧她，結果一照顧就照顧上床，懷了孕，原本大富答應她如果生了兒子，就可以讓她進門，結果生了女兒，大富重男輕女，不領養女兒，於是玉婷也從母姓，從此貴美成了大富在外面沒有名分的細姨，兩個小孩也都是非婚生子女，但貴美從不敢承認，對外總說先生都在外地做生意才很少回家，鄰里也以為品章和玉婷都是大富的兒女。因為自身的際遇，認為女人一輩子最重要的就是要有個名分。唯唯諾諾，容易往壞處想又自卑，常懷疑大富在外又有別的女人，但又沒有名分可以去查勤，所以導致疑神疑鬼又神經質，但以大富為天，對大富言聽計從，完全不敢多問一句，最後只能把累積的怨氣發在玉婷身上，也把人生所有希望放在品章身上，因為認為玉婷沒用，也不能給自己名分，大富也不見得會照顧她一輩子，所以終究還是要靠兒子。最後貴美覺悟，終於離開江大富，決定不再靠他過生活，開始從事縫紉工作，由於手巧工細，改造出很多有設計剪裁的衣裳，成功造成搶購的風潮。而自己與女兒玉婷的關係，也因為玉婷的孝順，母女感情昇華。 |
| 班鐵翔                       | 佳琪父 | 蔡佳琪父親。 |
| 葛 蕾                        | 佳琪母 | 蔡佳琪母親。 |
| 賀一航                       | 江大富 | 江父 民國28年（1939年）次，臺灣省籍。工廠老闆。平常住在元配（大老婆）王金芳家，偶爾才會到小老婆貴美那裡住個幾天。54巷的街坊本以為他是貴美的老公，所以都叫他「陳先生」；大富認為不重要，也沒否認，反正不太常來54巷，也高傲不跟街坊來往。對於貴美的拖油瓶品章，他看不順眼；他又重男輕女，故不重視玉婷；故將所有期望都放在大房兒子鎮宇身上。事情出現轉折是由於大富經商失敗，進而破產導致落魄又窮困，他發現最美好的幸福，不是事業的成就以及金錢的多少，反而是平凡的幸福。大富經常偷偷回54巷偷看貴美與兩個孩子的生活，覺得十分抱歉曾經如此對待貴美一家人。大富最後被感動還讓鎮宇帶了一句「對不起」和一句「謝謝」給貴美。 |
| （未入鏡）                   | 王金芳 | 江母 民國30年（1941年）次，臺灣省籍。對大富在外頭有細姨一事早已瞭然，只是睜隻眼閉隻眼，成為江家無法公開討論的公開秘密。但跟大富早已過著貌合神離的日子，兩人感情不睦，但在那個年代，就是不肯離婚將名份給貴美，只為爭口氣。因癌症過世。 |
| 陳靖婕                       | 蔡佳琪 | 品章高中同班同學，以安的學姊，原先喜歡品章的他，卻因為品章心裡有了個以安，而忿忿不平的放棄。經過了高四班，仍然沒考上大學的佳琪，便被家裡送往外國去讀書了。 兩年後，適應不了外國生活的佳琪回到了台灣。在某一次偶然的機會下，遇見了天齊並喜歡上他。敢愛且主動的佳琪因而造而了天齊與以安之間的誤會；而傻傻喜歡著一個人的佳琪，到最後又會如何呢？ |
| 李運慶（小時候由兵承育飾演） | 陳品章 | 長子 民國52年（1963年）次。方以平的麻吉，叛逆、衝動、憤世嫉俗，和以安是54巷的闖禍精二人組，默契好得很。對於自己拖油瓶的身分很是自卑，覺得自己是個外人，也不屑大富的施捨，更氣母親的懦弱不爭氣，平常對大富愛理不理，對外因為顧及母親的面子，勉強叫大富一聲爸爸，但在家中對大富就不屑一顧，對同母異父的妹妹的遭遇常感到不公平，會為了妹妹而反抗母親，甚至跟大富槓上。從小喜歡著以安的豪爽，常幻想著有一天要和以安聯袂行走江湖，成為人人稱羨的江湖俠侶。常會藉故虧以安，但以安卻只是把他當成哥兒們，有任何心事都會跟他說。和自己沒有血緣關係的「兄弟」鎮宇之間有微妙的敵意，自覺矮了鎮宇一截，但又不認輸，可是最後還是不自覺的和鎮宇成為好兄弟。後來高四班沒念完，在母親以及鄰居的支持下，報考警校，考上警察後，維護鄉里安全，並且想用警察之職讓以安對自己刮目相看。 |
| 李佳豫（小時候由廖芸宣飾演） | 陳玉婷 | 長女 民國54年（1965年）次。其生父為江大富。就讀中山女中。父親重男輕女，母親不在乎她，所以努力唸書，想要取悅父母。對自己極度沒有自信，默默承受母親不定時爆發的怨怒。無形中受到母親影響，成為典型的傳統認命女生，堅信平安便是福。是陳品章同母異父的妹妹，江鎮宇同父異母的妹妹。和鎮宇已經相認，兩人私底下互稱「兄妹」。隨著事情曝光，玉婷也不再偷偷地與鎮宇偷偷往來，而成為名副其實的好兄妹。玉婷因為乖巧懂事又認命，在母親甦醒覺悟的那一刻，也體會到一直以來只有玉婷守護著深愛著自己，乖巧的玉婷成功擄獲了母親的青睞以及疼惜的心，此後母女倆，時常有說有笑的談天，相依相偎的過著開心的日子。玉婷之後上了師範大學，立志當個好老師，也已經開始兼職家教補貼家計，十分乖巧。志峰的出現卻打破了她心中的那道傳統的藩籬。 |
| 梁正群                       | 江鎮宇 | 獨子 民國52年（1963年）次。大富大房的獨子，建中學生，和以平同校，帥氣挺拔，個性並不陰鬱，有些帥壞，會玩又會唸書，常被教官抓到去打電玩，但因為課業成績不錯，教官也拿他沒輒。沒事喜歡逗逗女生，讓女生臉紅心跳，有時也會讓人會錯意而給自己找麻煩，和54巷的女孩子都有些曖昧。吉他彈得一把罩，曾為了佩芬而不想考大學，但最終在佩芬堅持下還是繼續唸書。本漠視玉婷這個同父異母的妹妹，對貴美這個爸爸的細姨更是沒有好感，但後來漸漸的同情玉婷，也對貴美漸漸釋懷，對於大富漠視玉婷、厭惡品章、冷落貴美極為不屑，常為了玉婷和大富起衝突。與佩芬苦戀。 |

### 成家
| 演員                         | 角色 | 人物簡介、關係 |
| 朱鴻欽                       | 成功 | 成伯伯 民國30年（1941年）次，54巷的地主，財大氣粗，總以為自己是54巷的「總管」，什麼事情找他就可以解決，愛喬事情，但其實沒一件喬得好，偶爾還得靠中強幫他解決，後來競選民意代表，竟也吊車尾的選上了，更覺得自己是地方士紳，是台灣民主政治發展的奇蹟。 |
| 耿慧珠                       | 成媽 | 成媽媽 民國32年（1943年）次，光明國小家長會會長。做人鴨霸喜歡仗勢欺人，角色設定為一個喜歡潑婦罵街，水準極低，孤陋寡聞，喜愛八卦的三八婆。除了選舉期間會鞠躬哈腰拜託一票之外，總是喜歡從巷子頭探聽別人隱私到巷子尾，然後添油加醋的到處大放送，是一個典型的大聲公。曾經八卦過五十四巷居多不實之情，例如陳小姐與方爸有一腿。三八程度引人反感，故向媽、陳媽，與周老師一致唾棄她，做人極不成功。                                                                                          |
| 郝劭文（小時候由李瑞洋飾演） | 成才 | 民國54年（1965年）次。身為獨子，驕縱任性，鬼點子很多，犯的小錯不斷，但絕對幹不了什麼真正的大壞事，連小太保都談不上。從小喜歡千千，只要千千說的話絕對言聽計從。在父親耳濡目染下，從小就學會「喬事情」，有時竟也有「奇兵」效果，但想法天真幼稚，是個長不大的孩子，雖然平時看起來吊兒啷當又欠打，但真正遇到大事，會流露出性格中天生的溫暖與善良，令人吃驚。長大後不改喜歡「喬事情」的習慣，後來跟隨父親腳步，競選民意代表，竟也「世襲」了父親的職位，是台灣民主政治發展中的另一個奇蹟。 |

### 其它要角
| 演員   | 角色   | 人物簡介、關係 |
| 鄒承恩 | 范天齊 | 佩芬在基隆認識的海專生，因佩芬似其過世的妹妹，而認之乾妹妹。遂後在佩芬的請求下，為逼退江鎮宇而假扮其男友。期間，愛上了傻大姊的以安；熱烈追求後，那出海實習的日子卻到了…… 兩年後，眷戀著以安的天齊，婉拒了船長的合約，回到陸地上，繼續尋找那令他魂牽夢縈的女孩。但卻因為自己不夠勇敢以及喜歡著自己也有著超強行動力的佳琪，造成天齊和以安之間一連串的誤會。到底天齊以安這對笨蛋能不能夠修成正果呢？ |
| 林若亞 | 白秀蓮 | 陳品章警校學姐，在當臥底時扮演品章的女朋友。 |

### 其他
| 演員   | 角色     | 人物簡介、關係                                                     |
| 鄧安寧 | 校 長    |                                                                    |
| 高慧君 | 蘇 曼    | 陝西人，歌女，和光正是同鄉。                                       |
| 黃騰浩 | 一 元    | 以在《光陰的故事》的名字客串。出現在撞球館，和方以安(白歆惠)有吻戲 |
| 檢 場  | 餐廳老闆 | 新福記餐廳老闆。                                                   |
| 屈中恆 | 吳師傅   | 新福記餐廳廚師。                                                   |
| 洪 量  | 廚師助理 | 新福記餐廳廚師助理。                                               |
| 楊麗音 | 秀 惠    | 新福記餐廳員工。                                                   |
| 王希華 | 阿 勝    | 天齊的學長，咖啡廳老闆。                                           |
| 鮑正芳 | 鳳奶奶   | 佩芬當看護時照顧的奶奶。                                           |
| 林嘉俐 | 邱老師   | 佩玲在啟聰學校的老師，曾經想帶佩玲去美國。                         |
| 嚴立婷 | 秀 梅    | 護士，秀惠的妹妹。                                                 |
| 吳忠諺 | 潘唯剛   | 綽號「小剛」。裝好人，曾對佩如施暴。                               |
| 乾德門 | 劉宏偉   | 排骨伯伯。以安的老闆，天齊的師父。                                 |
| 姚西夢 | 陳老師   | 以安於模特兒學校的秀導，老劉老婆的師妹。                           |
| 紀艾希 | 青 青    | 以安於模特兒學校的學姐，主動幫助以安。                             |
| 林俞汝 | 紅 紅    | 以安於模特兒學校的學姐，最資深模特兒，在意別人是否尊敬她。         |
| 陳泰源 |          | 以安的同學，現於第12集。                                           |

## 電視劇歌曲
| 歌曲名稱             | 演唱者 | 作詞者       | 作曲者 | 備 註                      |
| 閃亮的日子           | 胡彥斌 | 羅大佑       | 羅大佑 | 片頭曲                     |
| 我等不到你           | 摩天人 | 許宇傑       | 摩天人 | 片尾曲(第1-24集,第43-63集) |
| 如果我們心不那麼難猜 | 摩天人 | 許宇傑、徐楠 | 姚雲   | 片尾曲(第25-42集)          |

## 電視原聲帶
《光陰的故事2-閃亮的日子》電視原聲帶是由金牌大風發行，台灣地區於2009年8月28日發行。
| 曲目 | 歌曲名稱             | 演唱者             | 作詞者 | 作曲者 | 歌曲長度 | 備註                         |
| 1    | 閃亮的日子           | 胡彥斌             | 羅大佑 | 羅大佑 |          | 原唱者為劉文正               |
| 2    | 風兒輕輕吹           | 劉文正             | 羅大佑 | 羅大佑 |          |                              |
| 3    | 張三的歌             | 青鳥飛魚           | 張子石 | 李壽全 |          |                              |
| 4    | 戀愛症候群           | 黃舒駿             | 黃舒駿 | 黃舒駿 |          |                              |
| 5    | 恰似你的溫柔         | 蔡琴               |        |        |          |                              |
| 6    | 牽掛                 | 黃仲崑             | 洪小喬 | 洪小喬 |          |                              |
| 7    | 諾言                 | 劉文正             | 孫儀   | 劉家昌 |          |                              |
| 8    | 也許                 | 張艾嘉             | 胡曉雯 | 吳嘉祥 |          |                              |
| 9    | 再愛我一次           | 蔡琴               | 葉佳修 | 葉佳修 |          |                              |
| 10   | 小雨來得正是時候     | 鄭怡               | 小蟲   | 小蟲   |          |                              |
| 11   | 流著眼淚唱起歌       | 大張偉（花兒樂團） |        | 古月   |          | 改編自鄧麗君原唱《你怎麼說》 |
| 12   | 就在今夜             | 丘丘合唱團         | 邱晨   | 邱晨   |          |                              |
| 13   | 流連                 | 費翔               | 小軒   | 譚健常 |          |                              |
| 14   | 秋意上心頭           | 陳淑樺             | 葉佳修 | 葉佳修 |          |                              |
| 15   | 夢田                 | 齊豫、潘越雲       | 三毛   | 翁孝良 |          |                              |
| 16   | 穿過妳的黑髮的我的手 | 羅大佑             | 羅大佑 | 羅大佑 |          |                              |
| 17   | 跟我說愛我           | 蔡琴               |        |        |          |                              |
| 18   | 我有一段情           | 蔡琴               | 辛夷   | 梅翁   |          | 光正最愛聽的歌曲             |